# Мустафа Јусуфспахић
Мустафа еф. Јусуфспахић (Београд, 15. фебруар 1970) је муфтија београдски Исламске заједнице Србије, главни војни имам и потпуковник Војске Србије.

## Биографија
Мустафа Јусуфспахић је рођен 1970. године у Београду, као млађи син муфтије београдског Хамдије Јусуфспахића и Набиле. Његов старији брат је Мухамед Јусуфспахић, председник Врховног сабора Исламске заједнице Србије и бивши амбасадор Републике Србије у Саудијској Арабији.
Након завршене основне школе „Петар II Петровић Његош” у Београду и Гази Хусрев-бегове медресе у Сарајеву, уписао је студије теологије на Универзитету Ал-Азхар у Каиру, где је дипломирао 1997. године. У раној младости је тренирао фудбал у Фудбалском клубу Партизан, а за време средњошколских дана успешно је играо за ФК Сарајево.
На Кенсингтон институту у Лондону је усавршавао знање енглеског језика, а на Факултету исламских наука у Београду је завршио мастер студије у области едукације деце у исламу 2009. године.
Од 2008. године је генерални директор и један од оснивача Халал агенције Србије за испитивање и издавање сертификата о халал квалитету.
На Светској мировној конференцији одржаној у Сеулу 2011. године, постао је амбасадор за мир у организацији Universal Peace Federation под покровитељством Уједињених нација.

## Верска служба
Верску службу је почео као имам Бајракли џамије у Београду. Радио је као професор учења Курана и енглеског језика у Првој београдској исламској средњој медреси.
На предлог Војислава Коштунице, председника СР Југославије, именован је за члана Комисије за истину и помирење 2002. године.
Од 2003. до 2008. године је био нишки муфтија, када је заслужан за обнову Ислам-агине џамије у Нишу након мартовских немира 2004. године, када је иста била спаљена до темеља.  Посебно признање у виду почасног грађанина добија 2006. године од градоначелника Лујвила у Кентакију у САД.
Именован је за главног имама Београда 2010. године.
Био је учесник на многобројним светским исламским конференцијама, а поред тога је предводио привредне делегације републике Србије на светске халал форуме и сајмове у Малезији, Уједињеним Арапским Емиратима, Турској и Кувајту.

### Војна каријера
Када је 2013. године у Војсци Србије поново установљена верска служба, именован је за главног војног имама у чину капетана. Тренутно се налази у чину потпуковника. Одликован је 2015. године од стране гувернера Охаја за заслуге за пожртвовано залагање на пољу поновног установљавања верске службе у Војсци Србије. Током рада у војсци основао је три молитвена простора, месџида, за војнике ВС исламске вероисповести, укључујући један на Војномедицинској академији, и први месџид на аеродрому Никола Тесла 2022. године. 
Године 2021. приредио прву збирку дова (молитвеник) за војнике исламске вероисповести ВС, а у новембру 2023. године је одликован Војном спомен-медаљом за 10 година доприноса систему одбране Републике Србије.

## Ауторска дела
Године 1988. издаје прву касету илахија у ком је учествовао хор полазника исламске веронауке у Београду, где је он аутор је двају илахија. Године 2002, као коаутор, објављује водич под називом Како дочекати Рамазан. Исте године објављује превод на српски језик дела Муџизе у Кур’ану.
Године 2009. објављен је први халал стандард Србије у ком је коаутор, заједно са Закијем Шалтафом. 

## Приватни живот
Ожењен је Азром Јусуфспахић (девојачко Бегановић) из Земуна, са којом има кћерку Нору и сина Омара. Поред енглеског, говори и арапски језик. Познат по наклоности према ФК Партизан, као и његов рођени брат Мухамед Јусуфспахић.